# Río Escondido (Nicaragua)
El Río Escondido, es un río que se encuentra en el Sureste de Nicaragua. Está ubicado en la Región Autónoma de la Costa Caribe Sur (RACCS), y desemboca en el mar Caribe justo al norte de Bluefields. Tiene una longitud de 89 kilómetros y llega a ser 20 metros de ancho. 
Es un medio de transporte importante para la región.
Sus afluentes:
- Río Kama
- Río Rama
- Río Plata
- Río Mico
- Río Siquia